# Villa bivirgata
Villa bivirgata är en tvåvingeart som beskrevs av Austen 1937. Villa bivirgata ingår i släktet Villa och familjen svävflugor. Inga underarter finns listade i Catalogue of Life.